# Просо
Про́со (лат. Panicum) — род однолетних и многолетних травянистых растений семейства Злаки, или Мятликовые (Poaceae).
В Азии, Америке, Африке, Европе произрастает до 442 видов проса, в России встречается 8 видов этого растения, преимущественно как заносные. Среди других злаковых просо отличается повышенной стойкостью, пригодно для выращивания на сухой почве, хорошо переносит жару. В дикорастущем виде просо — сорняк либо кормовая трава.
Род содержит одно из древнейших возделываемых человеком зерновых растений Panicum miliaceum, широко распространённой в наши дни сельскохозяйственной культуры, зерно которой используется в пищу обычно в качестве крупы («пшено»).
Экспансия сельскохозяйственных обществ на северо-востоке Китая в период среднего и позднего этапов культуры Хуншань (4000—3000 лет до н. э.) совпала с приходом традиции возделывания проса в Восточный Хэйлунцзян и Приморье. В Джунгарском Алатау 2700 лет до н. э. местные скотоводы выращивали просо, чтобы кормить зимой овец и коз, имевших ближневосточное происхождение, а значит скотоводство распространялось во Внутреннюю Азию через Внутренний азиатский горный коридор (IAMC) ещё до притока людей с западно-степным происхождением (ямной или афанасьевской культур).

## Название
Использованное Линнеем для названия этого родов злаков латинское слово Panicum встречается ещё в сочинениях Плиния, которым Плиний называет одну из возделываемых злаковых культур, вероятно — Setaria italica.
Ряд сельскохозяйственных культур, содержащих в своих названиях слово «просо», например итальянское просо, жемчужное просо, просо пальчатое и некоторые другие, относят к иным, пусть и близким, родам злаков.

## Ботаническое описание
Соцветие метельчатое, с длинными веточками. Корень мочковатый. Колоски сжатые со спинки, выпуклые с одной стороны и плоские с другой, яйцевидно-заострённые. Колосковые чешуи в числе трёх, бумагообразные, с выдающимися жилками, нижняя короче последующих двух. В пазухе третьей колосковой чешуи обычно развивается четвёртая, принадлежащая как и третья, недоразвитому цветку. Цветочные чешуи по отцветании хрящеватые. Тычинок три. Рыльца перистые.
Плод — свободная зерновка.

## Использование и значение
Для получения зерна (пшена) выращивают преимущественно просо обыкновенное (Panicum miliaceum), которое в настоящее время в диком виде неизвестно. С III тысячелетия до нашей эры возделывается как сельскохозяйственная культура в Китае и Монголии, Европе, Северной Африке. Это яровое, теплолюбивое, засухоустойчивое, жаровыносливое растение.
В Индии и Шри-Ланке традиционно возделывается просо мелкое (Panicum sumatrense).
Из зерна проса получают крупу (пшено) и муку, вырабатывают солод и спирт, для корма скота используют зерно, лузгу, мучель и солому.
ООН объявила 2023 год Международным годом проса. В этот раз просо привлекло к себе внимание как засухоустойчивая, неприхотливая и питательная культура, что является актуальным в условиях изменения климата. Параллельно с другими мероприятиями в рамках этой кампании, Продовольственная и сельскохозяйственная организация ООН объявила кулинарный конкурс среди поваров мира - для составления Глобальной книги рецептов с просом.

## Таксономия
Panicum L., Sp. Pl. 1: 55. 1753.

### Синонимы
- Monachne P.Beauv., Ess. Agrostogr.: 49. 1812.
- Eatonia Raf., J. Phys. Chim. Hist. Nat. Arts 89: 104. 1819.
- Talasium Spreng., Syst. Veg. 4(2): 22. 1827.
- Eriolytrum Desv. ex Kunth, Révis. Gramin. 1: 219. 1830, nom. inval.
- Phanopyrum (Raf.) Nash in J.K.Small, Fl. S.E. U.S.: 104. 1903.
- Chasea Nieuwl., Amer. Midl. Naturalist 2: 64. 1911.
- Polyneura Peter, Repert. Spec. Nov. Regni Veg. Beih. 40(1 Anh.): 53. 1930, nom. illeg. non Kylin[швед.] 1924.
- Psilochloa Launert, Mitt. Bot. Staatssamml. München 8: 156. 1970.
- Arthragrostis Lazarides, Nuytsia 5: 285. 1984 publ. 1985.
- Yakirra Lazarides & R.D.Webster, Brunonia 7: 292. 1985.
- Aconisia J.R.Grande, Phytoneuron 2014—22: 2. 2014.

### Виды
В ботанической литературе опубликовано более 3300 названий видов рода Panicum, из них 442 являются общепринятыми, статус более тысячи названий остаётся неопределённым, остальные названия вошли с синонимику других видов, часть видов выделы в самостоятельные роды. На территории РФ встречается 8 видов.
Некоторые виды:
- Panicum acuminatum Sw. [syn.  Panicum lindheimeri Nash — Просо Линдхеймера] [syn.  Panicum huachucae Ashe — Просо хуахукское]
- Panicum antidotale Retz. — Просо противоядное, или Просо голубое [syn.  Panicum miliare Lam. — Просо мелкое, или южное, или просяное]
- Panicum bisulcatum Thunb. — Просо двубороздчатое
- Panicum bulbosum Kunth — Просо луковичное
- Panicum capillare L. — Просо волосовидное
- Panicum curviflorum Hornem. [syn.  Panicum trypheron Schult. — Просо индийское]
- Panicum dichotomiflorum Michx. — Просо ветвистометельчетое
- Panicum maximum Jacq. — Гвинейская трава
- Panicum miliaceum L. typus[1] — Просо обыкновенное, или посевное, или метельчатое [syn.  Panicum spontaneum Zhuk. — Просо сорное]
- Panicum sumatrense Roth — Просо суматранское, или просо мелкое
- Panicum turgidum Forssk.
- Panicum virgatum L. — Просо прутьевидное, или просо веничное, или просо лозное